# داستان‌های مایروویتز
داستان‌های مایروویتز  (به انگلیسی: The Meyerowitz Stories) عنوان فیلمی کمدی-درام به نویسندگی و کارگردانی نوآ بامباک، محصول کشور آمریکا می‌باشد. این فیلم برای رقابت در بخش نخل طلا هفتادمین جشنواره فیلم کن انتخاب شده‌است.

## داستان
دنی مایروویتز (آدام سندلر) بیکار پس از جدایی از همسرش، نزد پدرش هارولد (داستین هافمن) استاد هنر و مجسمه‌ساز بازنشسته کالج بارد، و همسر سوم خود مورین (اما تامپسون) الکلی و مهمان‌دوست زندگی می‌کند. دنی یک خواهر کوچکتر به نام ژان (الیزابت مارول) دارد و آنها یک برادر ناتنی کوچکتر به نام متیو (بن استیلر) دارند. دنی با دخترش الیزا (گریس ون پاتن) که به عنوان دانشجوی فیلم در دانشگاه بارد مشغول شروع دانشگاه است، صمیمی است. هارولد هماتوم مزمن ساب دورال تشخیص داده می‌شود. فرزندانش یادمی‌گیرند که خود مراقبت‌های او را مدیریت کنند…